# 27. ročník udílení Cen Sdružení filmových a televizních herců
27. ročník udílení Cen Sdružení filmových a televizních herců se konal dne 4. dubna 2021. Ocenění se předalo nejlepším filmovým a televizním vystoupením v roce 2020. Nominace byly oznámeny 4. února 2021. Ceremoniál vysílaly stanice TNT a TBS.
Michael Keaton se stal první osobou, která získala tři ceny v kategorii nejlepší obsazení, a to za filmy Chicagský tribunál (2020), Birdman (2014) a Spotlight (2015).

## Vítězové a nominovaní
Tučně jsou označeni vítězové.

### Film
| Nejlepší mužský herecký výkon v hlavní roli | Nejlepší ženský herecký výkon v hlavní roli |
| --- | --- |
| Chadwick Boseman – Ma Rainey – matka blues jako Levee Green (in memoriam) - Riz Ahmed – Zvuk metalu jako Ruben Stone - Anthony Hopkins – Otec jako Anthony - Gary Oldman – Mank jako Herman J. Mankiewicz - Steven Yeun – Minari jako Jacob Yi | Viola Davis – Ma Rainey – matka blues jako Ma Rainey - Amy Adams – Americká elegie jako Beverly "Bev" Vance - Vanessa Kirby – Střípky ženy jako Martha Weiss - Frances McDormandová – Země nomádů jako Fern - Carey Mulligan – Nadějná mladá žena jako Cassandra „Cassie“ Thomas |
| Nejlepší mužský herecký výkon ve vedlejší roli | Nejlepší ženský herecký výkon ve vedlejší roli |
| Daniel Kaluuya – Jidáš a černý mesiáš jako Fred Hampton - Sacha Baron Cohen – Chicagský tribunál jako Abbie Hoffman - Chadwick Boseman – Bratrstvo pěti jako "Stormin'" Norman Earl Holloway - Jared Leto – Střípky jako Albert Sparma - Leslie Odom Jr. – Noc v Miami. . . jako Sam Cooke | Jun Jo-čong – Minari jako Soon-ja - Maria Bakalova – Boratův navázaný telefilm jakoTutar Sagdiyev - Glenn Close – Americká elegie jako Bonnie „Mamaw“ Vance - Olivia Colman – Otec jako Anne - Helena Zengel – Zprávy ze světa jako Johanna Leonberger                           |
| Nejlepší obsazení ve filmu | |
| Chicagský tribunál – Yahya Abdul-Mateen II, Sacha Baron Cohen, Joseph Gordon-Levitt, Kelvin Harrison Jr., Michael Keaton, Frank Langella, John Carroll Lynch, Eddie Redmayne, Mark Rylance, Alex Sharp a Jeremy Strong - Bratrstvo pěti – Chadwick Boseman, Paul Walter Hauser, Nguyễn Ngọc Lâm, Lê Y Lan, Norm Lewis, Delroy Lindo, Jonathan Majors, Van Veronica Ngo, Johnny Trí Nguyễn, Jasper Pääkkönen, Clarke Peters, Sandy Hương Phạm, Jean Reno, Melanie Thierry a Isiah Whitlock Jr. - Ma Rainey – matka blues – Chadwick Boseman, Jonny Coyne, Viola Davis, Colman Domingo, Michael Potts a Glynn Turman - Minari – Noel Kate Cho, Yeri Han, Scott Haze, Alan Kim, Will Patton, Steven Yeun a Jun Jo-čong - Noc v Miami. . .– Kingsley Ben-Adir, Beau Bridges, Lawrence Gilliard Jr., Eli Goree, Aldis Hodge, Michael Imperioli, Joaquina Kalukango, Leslie Odom Jr., Lance Reddick a Nicolette Robinson | |
| Nejlepší výkon kaskaderského souboru ve filmu | |
| Wonder Woman 1984 - Bratrstvo pěti - Mulan - Zprávy ze světa - Chicagský tribunál | |

### Televize
| Nejlepší mužský herecký výkon v seriálu (drama) | Nejlepší ženský herecký výkon v seriálu (drama) |
| --- | --- |
| Jason Bateman – Ozark jako Martin „Marty“ Byrde - Sterling K. Brown – Tohle jsme my jako Randall Pearson - Josh O'Connor – Koruna jako princ Charles - Bob Odenkirk – Volejte Saulovi jako Saul Goodman - Regé-Jean Page – Bridgertonovi jako Simon Basset | Gillian Anderson – Koruna jako Margaret Thatcher - Olivia Colmanová – Koruna jako královna Alžběta II. - Emma Corrin – Koruna jako princezna Diana - Julia Garner – Ozark jako Ruth Langmore - Laura Linneyová – Ozark jako Wendy Byrde                                       |
| Nejlepší mužský herecký výkon v seriálu (komedie) | Nejlepší ženský herecký výkon v seriálu (komedie) |
| Jason Sudeikis – Ted Lasso jako Ted Lasso - Nicholas Hoult – Veliká jako Petr III. Ruský - Dan Levy – Městečko Schitt’s Creek jako David Rose - Eugene Levy – Městečko Schitt’s Creek jako Johnny Rose - Ramy Youssef – Ramy jako Ramy Hassan | Catherine O’Hara – Městečko Schitt’s Creek jako Moira Rose - Christina Applegate – Smrt nás spojí jako Jen Harding - Linda Cardellini – Smrt nás spojí jako Judy Hale - Kaley Cuoco – Letuška jako Cassie Bowden - Annie Murphy – Městečko Schitt’s Creek jako Alexis Rose    |
| Nejlepší mužský herecký výkon v minisérii nebo TV filmu | Nejlepší ženský herecký výkon v minisérii nebo TV filmu |
| Mark Ruffalo – Bludné kruhy jako Dominick/Thomas Birdsey - Bill Camp – Dámský gambit jako William Shaibel - Daveed Diggs – Hamilton jako Marquis de Lafayette / Thomas Jefferson - Hugh Grant – Mělas to vědět jako Jonathan Fraser - Ethan Hawke – The Good Lord Bird jako John Brown | Anya Taylor-Joy – Dámský gambit jako Beth Harmon - Cate Blanchett – Mrs. America jako Phyllis Schlafly - Michaela Coel – Můžu tě zničit jako Arabella Essiedu - Nicole Kidman – Mělas to vědět jako Grace Fraser - Kerry Washington – Little Fires Everywhere jako Mia Warren |
| Nejlepší obsazení (drama) | |
| Koruna – Gillian Anderson, Marion Bailey, Helena Bonham Carter, Stephen Boxer, Olivia Colman, Emma Corrin, Erin Doherty, Charles Edwards, Emerald Fennell, Tobias Menzies, Josh O'Connor a Sam Phillips - Volejte Saulovi – Jonathan Banks, Tony Dalton, Giancarlo Esposito, Patrick Fabian, Michael Mando, Bob Odenkirk a Rhea Seehorn - Bridgertonovi – Adjoa Andoh, Julie Andrews, Lorraine Ashbourne, Jonathan Bailey, Ruby Barker, Jason Barnett, Sabrina Bartlett, Joanna Bobin, Harriet Cains, Bessie Carter, Nicola Coughlan, Kathryn Drysdale, Phoebe Dynevor, Ruth Gemmell, Florence Hunt, Martins Imhangbe, Claudia Jessie, Jessica Madsen, Molly McGlynn, Ben Miller, Luke Newton, Julian Ovenden, Regé-Jean Page, Golda Rosheuvel, Hugh Sachs, Luke Thompson, Will Tilston a Polly Walker - Lovecraftová země – Jamie Chung, Aunjanue Ellis, Jada Harris, Abbey Lee, Jonathan Majors, Wunmi Mosaku, Jordan Patrick Smith, Jurnee Smollett a Michael Kenneth Williams - Ozark – Jason Bateman, McKinley Belcher III, Jessica Frances Dukes, Lisa Emery, Skylar Gaertner, Julia Garner, Sofia Hublitz, Kevin L. Johnson, Laura Linney, Janet McTeer, Tom Pelphrey, Joseph Sikora, Felix Solis, Charlie Tahan a Madison Thompson | |
| Nejlepší obsazení (komedie) | |
| Městečko Schitt's Creek – Chris Elliott, Emily Hampshire, Dan Levy, Eugene Levy, Sarah Levy, Annie Murphy, Catherine O'Hara, Noah Reid, Jennifer Robertson a Karen Robinson - Smrt nás spojí – Christina Applegate, Linda Cardellini, Max Jenkins, James Marsden, Sam McCarthy, Natalie Morales, Diana Maria Riva a Luke Roessler - Letuška – Kaley Cuoco, Merle Dandridge, Nolan Gerard Funk, Michelle Gomez, Michiel Huisman, Yasha Jackson, Jason Jones, T. R. Knight, Zosia Mamet, Audrey Grace Marshall, Griffin Matthews, Rosie Perez, Terry Serpico a Colin Woodell - Veliká – Belinda Bromilow, Sebastian de Souza, Sacha Dhawan, Elle Fanning, Phoebe Fox, Bayo Gbadamosi, Adam Godley, Douglas Hodge, Nicholas Hoult, Louis Hynes, Florence Keith-Roach, Gwilym Lee, Danusia Samal a Charity Wakefield - Ted Lasso – Annette Badland, Phil Dunster, Brett Goldstein, Brendan Hunt, Toheeb Jimoh, James Lance, Nick Mohammed, Jason Sudeikis, Jeremy Swift, Juno Temple a Hannah Waddingham | |
| Nejlepší výkon kaskaderského souboru | |
| The Mandalorian - Banda - Cobra Kai - Lovecraftová země - Westworld | |